# Championnats d'Afrique de karaté 2010
Navigation
Édition précédente Édition suivante
Les championnats d'Afrique de karaté 2010, treizième édition des championnats d'Afrique de karaté, ont lieu du 6 au 7 août 2010 au Cap, en Afrique du Sud.

## Médaillés

### Hommes
| Épreuve           | Or                                | Argent                         | Bronze                                                           |
| ----------------- | --------------------------------- | ------------------------------ | ---------------------------------------------------------------- |
| Kata              | Islam El Mahdi Djafer (ALG)       | Ahmed Ashraf Shawky (EGY)      | Bakwadi Ofentse (BOT)                                            |
| Kata              | Islam El Mahdi Djafer (ALG)       | Ahmed Ashraf Shawky (EGY)      | Amine Belafkih (MAR)                                             |
| Kata par équipe   | Égypte                            | Maroc                          | Algérie Islam El Mahdi Djafer Abdelhamid Chaouch Mohamed Ouchene |
| Kata par équipe   | Égypte                            | Maroc                          | Mozambique                                                       |
| Kumite −60 kg     | Redouan Kousseksou (MAR)          | Montassar Tabben (TUN)         | Abdelkrim Bouamria (ALG)                                         |
| Kumite −60 kg     | Redouan Kousseksou (MAR)          | Montassar Tabben (TUN)         | Mohamed Aly (EGY)                                                |
| Kumite −67 kg     | Mohamed Amine Hasnaoui (TUN)      | Rady Ahmed Naser Ramadan (EGY) | Amine Bezzar (MAR)                                               |
| Kumite −67 kg     | Mohamed Amine Hasnaoui (TUN)      | Rady Ahmed Naser Ramadan (EGY) | Lyes Tidjani (ALG)                                               |
| Kumite −75 kg     | Mohamed Mohamed (EGY)             | Baba Niang (SEN)               | Abdelwahab Djerir (ALG)                                          |
| Kumite −75 kg     | Mohamed Mohamed (EGY)             | Baba Niang (SEN)               | Amine Tabib (TUN)                                                |
| Kumite −84 kg     | Hany Shaker El Sayed Keshta (EGY) | Mehdi Dahmouni (TUN)           | Amath Ba (SEN)                                                   |
| Kumite −84 kg     | Hany Shaker El Sayed Keshta (EGY) | Mehdi Dahmouni (TUN)           | Hacene Guiri (ALG)                                               |
| Kumite +84 kg     | Redouane Abouyahia (MAR)          | Mohanad Magdy Mohammed (EGY)   | Ablaye Diop (SEN)                                                |
| Kumite +84 kg     | Redouane Abouyahia (MAR)          | Mohanad Magdy Mohammed (EGY)   | Missipsa Hamadini (ALG)                                          |
| Kumite par équipe | Sénégal                           | Égypte                         | Algérie                                                          |
| Kumite par équipe | Sénégal                           | Égypte                         | Botswana                                                         |

### Femmes
| Épreuve           | Or                                                                | Argent                                                      | Bronze                                |
| ----------------- | ----------------------------------------------------------------- | ----------------------------------------------------------- | ------------------------------------- |
| Kata              | Sarah Sayed (EGY)                                                 | Manal Kamilia Hadj Saïd (ALG)                               | Coral Jacobs (RSA)                    |
| Kata              | Sarah Sayed (EGY)                                                 | Manal Kamilia Hadj Saïd (ALG)                               | Diéwo Wane (SEN)                      |
| Kata par équipe   | Égypte                                                            | Algérie Selma Bedja Manal Kamilia Hadj Said Yasmine Mouloud | Cameroun                              |
| Kata par équipe   | Égypte                                                            | Algérie Selma Bedja Manal Kamilia Hadj Said Yasmine Mouloud | Botswana                              |
| Kumite −50 kg     | Nour Bououn (TUN)                                                 | Marianne Ndiaye (SEN)                                       | Shaimaa Abdelaziz (EGY)               |
| Kumite −50 kg     | Nour Bououn (TUN)                                                 | Marianne Ndiaye (SEN)                                       | Meryeme Benamghar (MAR)               |
| Kumite −55 kg     | Ilham Eldjou (ALG)                                                | Dhouha Ben Othman (TUN)                                     | Nada Ramdan (EGY)                     |
| Kumite −55 kg     | Ilham Eldjou (ALG)                                                | Dhouha Ben Othman (TUN)                                     | Soukaina Zahraoui (MAR)               |
| Kumite −61 kg     | Magatte Seck (SEN)                                                | Boutheina Hasnaoui (TUN)                                    | Nesrine Kherrar (ALG)                 |
| Kumite −61 kg     | Magatte Seck (SEN)                                                | Boutheina Hasnaoui (TUN)                                    | Sherilee Knox (RSA)                   |
| Kumite −68 kg     | Kèye Fat Faye (SEN)                                               | Faten Aissa (TUN)                                           | Heba Abd El Rahman Abd El Hamid (EGY) |
| Kumite −68 kg     | Kèye Fat Faye (SEN)                                               | Faten Aissa (TUN)                                           | Blandine Angama (CMR)                 |
| Kumite +68 kg     | Kaouther Hasnaoui (TUN)                                           | Fatima Zahra Nouass (MAR)                                   | Shymaa Mohaned Alsayed (EGY)          |
| Kumite +68 kg     | Kaouther Hasnaoui (TUN)                                           | Fatima Zahra Nouass (MAR)                                   | Mary Louise Jamieson (RSA)            |
| Kumite par équipe | Algérie Ilham Eldjou Chahrazed Zioui Dyhia Chikhi Nesrine Kherrar | Tunisie                                                     | Égypte                                |
| Kumite par équipe | Algérie Ilham Eldjou Chahrazed Zioui Dyhia Chikhi Nesrine Kherrar | Tunisie                                                     | Sénégal                               |